# كلاتة صفدر أباد
كلاتة صفدر أباد (مقاطعة فاروج) (بالفارسية: کلاته صفدرآباد) هي مستوطنة تقع في قسم تيتكانلو الريفي في إيران. يقدر عدد سكانها بـ 717 نسمة .